# Podział administracyjny Wrocławia
Podział administracyjny Wrocławia – podział terytorialny miasta Wrocławia na jednostki pomocnicze gminy. Od 1991 roku są to osiedla, których obecnie jest 48.

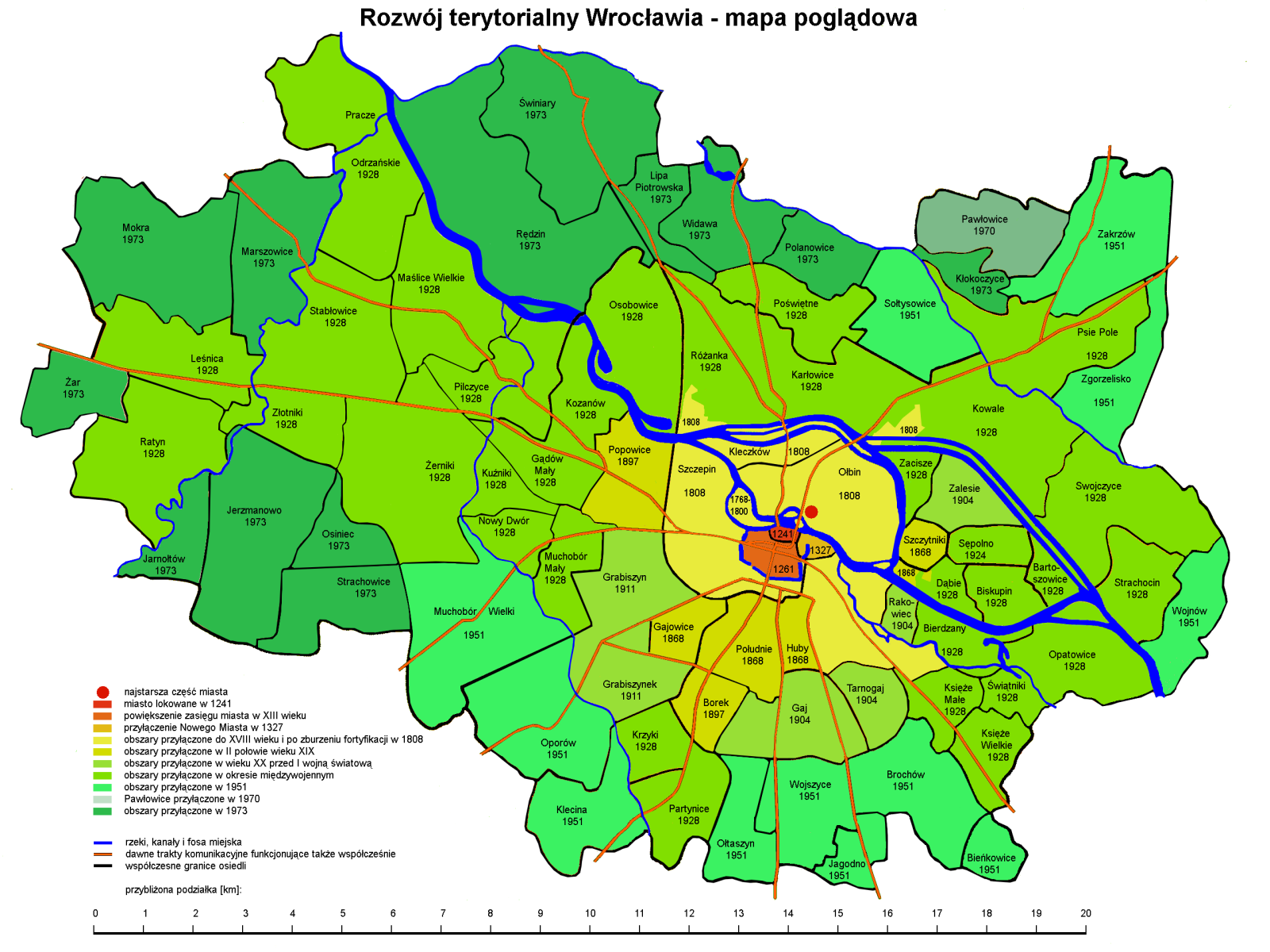
Rozwój terytorialny miasta

## Aktualny podział administracyjny (od 1991)

### Podział na osiedla
W 1991 roku Rada Miejska Wrocławia zlikwidowała istniejące w czasach PRL urzędy dzielnicowe i rozpoczęła trwający cały okres lat 90. proces łączenia byłych instytucji dzielnicowych w ogólnomiejskie. Jednakże instytucje państwowe są często nadal właściwe dla obszarów byłych dzielnic, jak np. sądy rejonowe, jednostki ZUS czy urzędy skarbowe. Ich nazwy używane są też w wielu innych sytuacjach, na przykład w przypadku zapomnienia przedwojennych nazw miejscowych (w szczególności na obszarze byłej dzielnicy Śródmieście), co często doprowadza do pomyłek, jak na przykład w przypadku dzielnicy Krzyki i osiedla o tej samej nazwie.
Utworzenie dzielnic samorządowych, na wzór warszawskich lub krakowskich było dyskutowane, podobnie jak utworzenie samorządowych organizacji byłych miast: Psiego Pola i Leśnicy, jednak dyskusje nie doprowadziły do wypracowania konkretnych rozwiązań. Uchwałą Rady Miejskiej Wrocławia utworzono w zamian osiedla, które posiadają rady osiedlowe i zarządy, spełniające ograniczone funkcje samorządowe. Obecne granice osiedli zostały ustalone uchwałą Rady Miejskiej Wrocławia z 21 stycznia 2016 roku, w której zmieniono granice niektórych osiedli. 
| Osiedle administracyjne (od 1991)        | Liczba mieszkańców w tys. 2024 | Liczba mieszkańców w tys. [2017] | Liczba mieszkańców w tys. (2008) | Zmiana liczby ludności 2008-2017 | Liczba mieszkań (2017) | Powierzchnia (km²) | Gęstość zaludnienia (os/km²) | Dawna dzielnica | Uwagi: osiedla, jednostki przestrzenne                                                    | Nazwa niemiecka (do 1945)                                                                                  |
| ---------------------------------------- | ------------------------------ | -------------------------------- | -------------------------------- | -------------------------------- | ---------------------- | ------------------ | ---------------------------- | --------------- | ----------------------------------------------------------------------------------------- | --- |
| Gajowice                                 | 20,9                           | [24,8]                           | (27,6)                           | 10,4%                            | 13 789                 | 1,71               | 14502,92                     | Fabryczna       |                                                                                           | Gabitz |
| Gądów-Popowice Południowe                | 23,8                           | [25,8]                           | (26,4)                           | 2,3%                             | 12 830                 | 3,13               | 8242,81                      | Fabryczna       | - Gądów Mały - Popowice                                                                   | - Klein-Gandau - Pöpelwitz                                                                                 |
| Grabiszyn-Grabiszynek                    | 12,9                           | [13,8]                           | (13,1)                           | 5,3%                             | 8 217                  | 4,09               | 3374,08                      | Fabryczna       | - Grabiszyn - Grabiszynek                                                                 | - Gräbschen - Leedeborn                                                                                    |
| Jerzmanowo-Jarnołtów-Strachowice-Osiniec | 2,3                            | [2,1]                            | (1,8)                            | 16,7%                            | 666                    | 17,21              | 122,02                       | Fabryczna       | - Jerzmanowo - Jarnołtów - Strachowice - Osiniec                                          | - Hermannsdorf - Arnoldsmühle - Schöngarten                                                                |
| Kuźniki                                  | 5,5                            | [5,9]                            | (6,2)                            | 4,8%                             | 2 357                  | 1,46               | 4041,10                      | Fabryczna       |                                                                                           | Schmiedefeld                                                                                               |
| Leśnica                                  | 32,7                           | [28,1]                           | (21,4)                           | 31,3%                            | 12 806                 | 40,92              | 686,71                       | Fabryczna       | - Leśnica - Stabłowice - Złotniki - Marszowice - Ratyń - Mokra - Pustki - Żar - Gajowa    | - Deutsch-Lissa - Stabelwitz - Goldschmieden - Marschwitz - Rathen - Muckerau - Heidau - Saara - Altenhain |
| Maślice                                  | 13,6                           | [10,1]                           | (6,4)                            | 57,8%                            | 5 125                  | 6,61               | 1527,99                      | Fabryczna       |                                                                                           | Masselwitz                                                                                                 |
| Muchobór Mały                            | 7,4                            | [8,4]                            | (8,8)                            | 4,5%                             | 3 455                  | 4,96               | 1693,55                      | Fabryczna       |                                                                                           | Klein-Mochbern                                                                                             |
| Muchobór Wielki                          | 13,0                           | [12,2]                           | (7,8)                            | 56,4%                            | 7 093                  | 6,86               | 1778,43                      | Fabryczna       |                                                                                           | Groß-Mochbern                                                                                              |
| Nowy Dwór                                | 14,4                           | [16,4]                           | (18,2)                           | 9,9%                             | 6 902                  | 1,91               | 8586,39                      | Fabryczna       |                                                                                           | Mariahöfchen                                                                                               |
| Oporów                                   | 8,0                            | [7,0]                            | (6,4)                            | 9,4%                             | 3 317                  | 6,46               | 1083,59                      | Fabryczna       |                                                                                           | Opperau |
| Pilczyce-Kozanów-Popowice Północne       | 30,7                           | [33,5]                           | (36,3)                           | 7,7%                             | 16 143                 | 8,53               | 3927,32                      | Fabryczna       | - Pilczyce - Kozanów - Popowice                                                           | - Pilsnitz - Cosel - Pöpelwitz                                                                             |
| Pracze Odrzańskie                        | 6,3                            | [5,0]                            | (3,2)                            | 56,2%                            | 2 688                  | 10,02              | 499,00                       | Fabryczna       | - Pracze Odrzańskie - Janówek - Nowa Karczma                                              | - Herrnprotsch - Johannisber - Neusand                                                                     |
| Żerniki                                  | 4,0                            | [3,9]                            | (3,4)                            | 14,7%                            | 1 495                  | 3,90               | 1000,00                      | Fabryczna       |                                                                                           | Neukirch                                                                                                   |
| Bieńkowice                               | 0,6                            | [0,5]                            | (0,5)                            | 0,0%                             | 179                    | 1,43               | 349,65                       | Krzyki          |                                                                                           | Benkwitz                                                                                                   |
| Borek                                    | 11,4                           | [13,0]                           | (13,9)                           | 6,5%                             | 7 582                  | 2,75               | 4727,27                      | Krzyki          |                                                                                           | Kleinburg                                                                                                  |
| Brochów                                  | 7,9                            | [7,4]                            | (5,0)                            | 48,0%                            | 3 894                  | 3,73               | 1983,91                      | Krzyki          |                                                                                           | Brockau |
| Gaj                                      | 18,4                           | [20,3]                           | (19,7)                           | 3,0%                             | 10 493                 | 2,60               | 7807,69                      | Krzyki          |                                                                                           | Herdain |
| Huby                                     | 18,1                           | [21,1]                           | (23,3)                           | 9,4%                             | 10 962                 | 2,06               | 10242,72                     | Krzyki          | Huby, Glinianki                                                                           | Huben, Lehmgruben                                                                                          |
| Jagodno                                  | 11,6                           | [5,6]                            | (2,0)                            | 180,0%                           | 4 337                  | 3,42               | 1637,43                      | Krzyki          |                                                                                           | |
| Klecina                                  | 8,0                            | [6,5]                            | (5,2)                            | 25,0%                            | 3 836                  | 3,76               | 1728,72                      | Krzyki          |                                                                                           | Klettendorf                                                                                                |
| Krzyki-Partynice                         | 21,2                           | [19,9]                           | (13,3)                           | 49,6%                            | 12 532                 | 5,25               | 3790,48                      | Krzyki          | - Krzyki - Partynice                                                                      | - Krietern - Hartlieb                                                                                      |
| Księże                                   | 6,6                            | [5,9]                            | (4,8)                            | 22,9%                            | 3 531                  | 10,24              | 576,17                       | Krzyki          | - Księże Małe i Księże Wielkie - Świątniki - Opatowice - Bierdzany - Nowy Dom             | - Tschansch - Althofnass - Ottwitz - Pirscham - Neuhaus                                                    |
| Ołtaszyn                                 | 7,1                            | [6,6]                            | (4,9)                            | 34,7%                            | 3 191                  | 3,37               | 1958,46                      | Krzyki          |                                                                                           | Oltaschin (później: Herzogshufen)                                                                          |
| Powstańców Śląskich                      | 23,0                           | [28,2]                           | (32,1)                           | 12,1%                            | 17 252                 | 2,37               | 11898,73                     | Krzyki          | popularnie Południe, obejmuje także Dworek i część historycznych Gajowic                  | Kaiser-Wilhelm-Viertel                                                                                     |
| Przedmieście Oławskie                    | 19,7                           | [22,3]                           | (24,2)                           | 7,9%                             | 14 268                 | 5,96               | 3741,61                      | Krzyki          |                                                                                           | Ohlauer Vorstadt                                                                                           |
| Tarnogaj                                 | 9,4                            | [6,8]                            | (4,9)                            | 38,8%                            | 6 036                  | 2,94               | 2312,93                      | Krzyki          |                                                                                           | Dürrgoy |
| Wojszyce                                 | 7,8                            | [5,9]                            | (4,1)                            | 43,9%                            | 3 160                  | 3,27               | 1804,28                      | Krzyki          |                                                                                           | Woischwitz (później: Hoinstein)                                                                            |
| Karłowice-Różanka                        | 31,2                           | [33,6]                           | (35,3)                           | 4,8%                             | 16 233                 | 10,68              | 3146,07                      | Psie Pole       | - Karłowice - Różanka - Mirowiec - Polanka - Poświętne (obszar okalający ul.Kamieńskiego) | - Carlowitz - Rosenthal - Friedewalde - Polinke - Lilenthal                                                |
| Kleczków                                 | 7,3                            | [6,4]                            | (6,7)                            | 4,5%                             | 4 725                  | 1,87               | 3422,46                      | Psie Pole       |                                                                                           | Kletschkau                                                                                                 |
| Kowale                                   | 2,8                            | [2,3]                            | (2,1)                            | 9,5%                             | 933                    | 6,42               | 358,26                       | Psie Pole       |                                                                                           | Cawallen                                                                                                   |
| Lipa Piotrowska                          | 5,2                            | [1,8]                            | (0,5)                            | 260,0%                           | 1 662                  | 2,88               | 625,00                       | Psie Pole       |                                                                                           | Leipe-Petersdorf                                                                                           |
| Osobowice-Rędzin                         | 2,9                            | [3,0]                            | (2,3)                            | 30,4%                            | 1 409                  | 18,62              | 161,12                       | Psie Pole       | - Osobowice - Rędzin                                                                      | - Oswitz - Ransern                                                                                         |
| Pawłowice                                | 2,4                            | [2,2]                            | (1,9)                            | 15,8%                            | 771                    | 4,43               | 496,61                       | Psie Pole       |                                                                                           | Pawelwitz (później: Wendelborn)                                                                            |
| Polanowice-Poświętne-Ligota              | 6,6                            | [4,5]                            | (3,6)                            | 25,0%                            | 2 826                  | 5,63               | 799,29                       | Psie Pole       | - Ligota - Polanowice - Poświętne                                                         | - Sternsiedlung Rosenthal - Pohlanowitz - Lilenthal                                                        |
| Psie Pole-Zawidawie                      | 29,7                           | [29,6]                           | (25,5)                           | 16,1%                            | 14 277                 | 16,43              | 1801,58                      | Psie Pole       | - Psie Pole - Zakrzów - Zgorzelisko - Kłokoczyce                                          | - Hundsfeld - Sakrau - Görlitz - Glockschütz                                                               |
| Sołtysowice                              | 5,0                            | [3,7]                            | (2,9)                            | 27,6%                            | 2 223                  | 4,54               | 814,98                       | Psie Pole       |                                                                                           | Schottwitz                                                                                                 |
| Swojczyce-Strachocin-Wojnów              | 9,1                            | [6,3]                            | (4,7)                            | 34,0%                            | 4 170                  | 12,47              | 505,21                       | Psie Pole       | - Strachocin - Swojczyce - Wojnów - Popiele                                               | - Strachate (później: Drachenwald) - Schwoitsch (później: Güntherbrücke) - Drachenbrunn - Popel            |

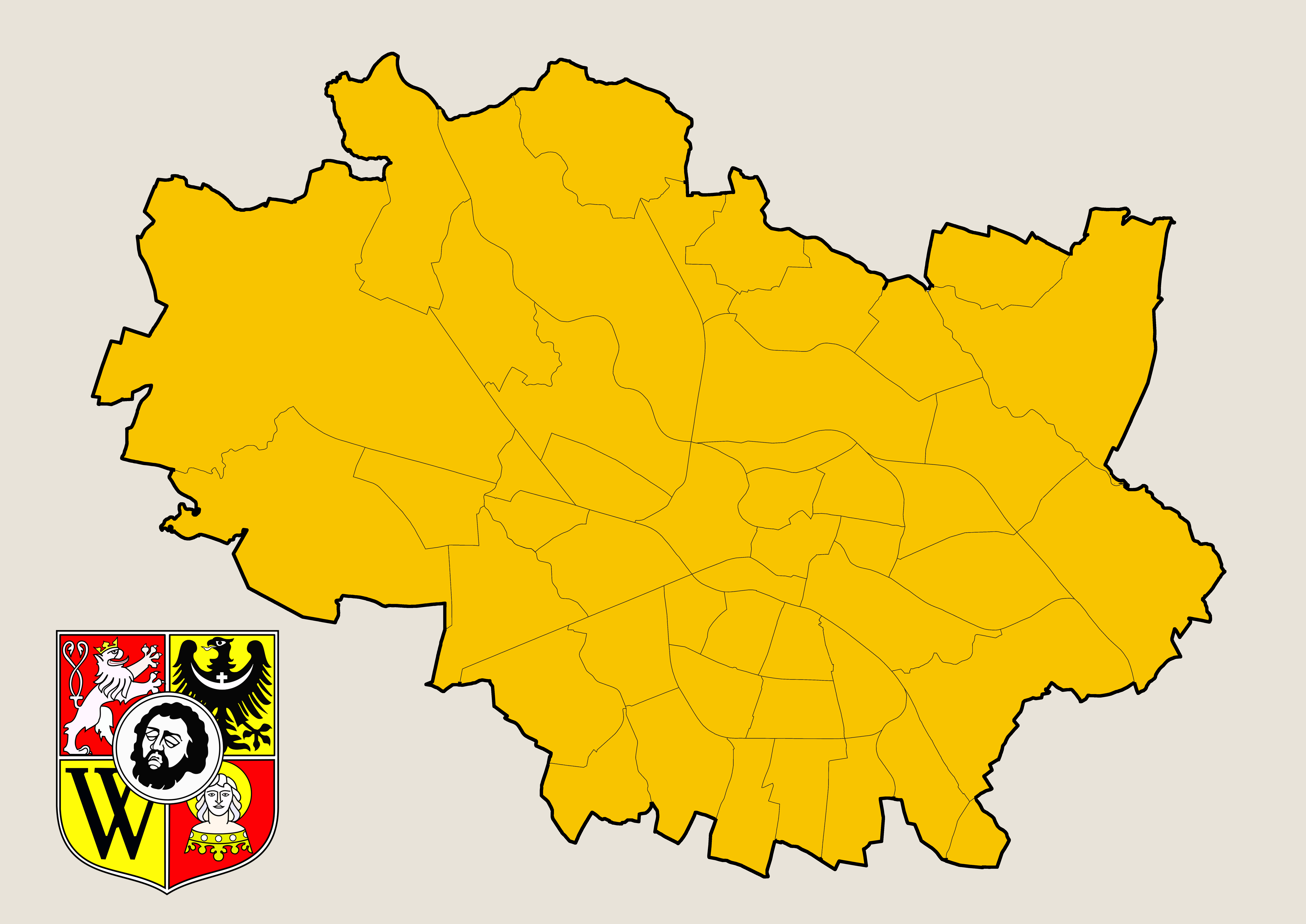
Granice osiedli we Wrocławiu od 2016 rokuuchw

| Świniary                                 | 0,8                            | [0,7]                            | (0,8)                            | 12,5%                            | 259                    | 9,13               | 76,67                        | Psie Pole       |                                                                                           | |
| Widawa                                   | 1,9                            | [1,6]                            | (1,4)                            | 14,3%                            | 580                    | 4,09               | 391,20                       | Psie Pole       |                                                                                           | Weide |
| Przedmieście Świdnickie                  | 13,3                           | [14,6]                           | (17,0)                           | 14,1%                            | 10 372                 | 1,50               | 9733,33                      | Stare Miasto    |                                                                                           | Schweidnitzer Vorstadt                                                                                     |
| Stare Miasto                             | 8,3                            | [10,3]                           | (12,5)                           | 17,6%                            | 6 699                  | 2,00               | 5150,00                      | Stare Miasto    | historyczne Stare Miasto i Nowe Miasto                                                    | Altstadt, Neustadt                                                                                         |
| Szczepin                                 | 18,1                           | [20,9]                           | (23,2)                           | 9,9%                             | 13 365                 | 4,39               | 4760,82                      | Stare Miasto    | niegdyś Przedmieście Mikołajskie                                                          | Tschepine, Nikolai-Vorstadt                                                                                |
| Biskupin-Sępolno-Dąbie-Bartoszowice      | 19,2                           | [22,1]                           | (22,3)                           | 0,9%                             | 10 043                 | 5,89               | 3752,12                      | Śródmieście     | - Bartoszowice - Biskupin - Dąbie - Sępolno                                               | - Bartheln - Bischofswalde - Grüneiche - Zimpel                                                            |
| Nadodrze                                 | 22,3                           | [24,8]                           | (28,0)                           | 11,4%                            | 14 211                 | 1,98               | 12525,25                     | Śródmieście     |                                                                                           | Oder-Vorstadt                                                                                              |
| Ołbin                                    | 29,9                           | [34,6]                           | (39,2)                           | 11,7%                            | 19 020                 | 2,61               | 13256,71                     | Śródmieście     |                                                                                           | Elbing |
| Plac Grunwaldzki                         | 12,2                           | [14,5]                           | (15,3)                           | 5,2%                             | 7 399                  | 1,44               | 10069,44                     | Śródmieście     | obejmuje tereny dawnej wsi Rybaki                                                         | Fischerau                                                                                                  |
| Zacisze-Zalesie-Szczytniki               | 3,7                            | [4,7]                            | (4,1)                            | 14,6%                            | 1 536                  | 3,67               | 1280,65                      | Śródmieście     | - Szczytniki - Zacisze - Zalesie                                                          | - Scheitnig - Wilhelmsruh - Leerbeuthel, Leerbeutel                                                        |

### Podział według Studium
W Studium uwarunkowań i kierunków zagospodarowania przestrzennego Wrocławia użyty został zupełnie inny podział miasta, odpowiadający stosunkom urbanistycznym miasta, na zespoły dzielnicowe oraz tych zespołów na tereny planowania: zespoły urbanistyczne i obszary rozwoju.
- Śródmiejski Zespół Dzielnicowy
- Gądowski Zespół Dzielnicowy
- Krzycki Zespół Dzielnicowy
- Oławski Zespół Dzielnicowy
- Karłowicki Zespół Dzielnicowy
- Leśnicki Zespół Dzielnicowy
- Zespół Dzielnicowy Psiego Pola

## Historyczne podziały administracyjne Wrocławia

### Podział administracyjny do 1945
Do 1945 roku Wrocław (wówczas Breslau) podzielony był dwustopniowo: na Stadteile (części miasta) odpowiadające dawnym przedmieściom, zaś te dzieliły się na Viertel (dzielnice), czasem administracyjnie łączone ze sobą, wywodzące się z pierwotnego podziału średniowiecznego miasta na cztery części, czyli Viertel (stan na lata 1904–1911)

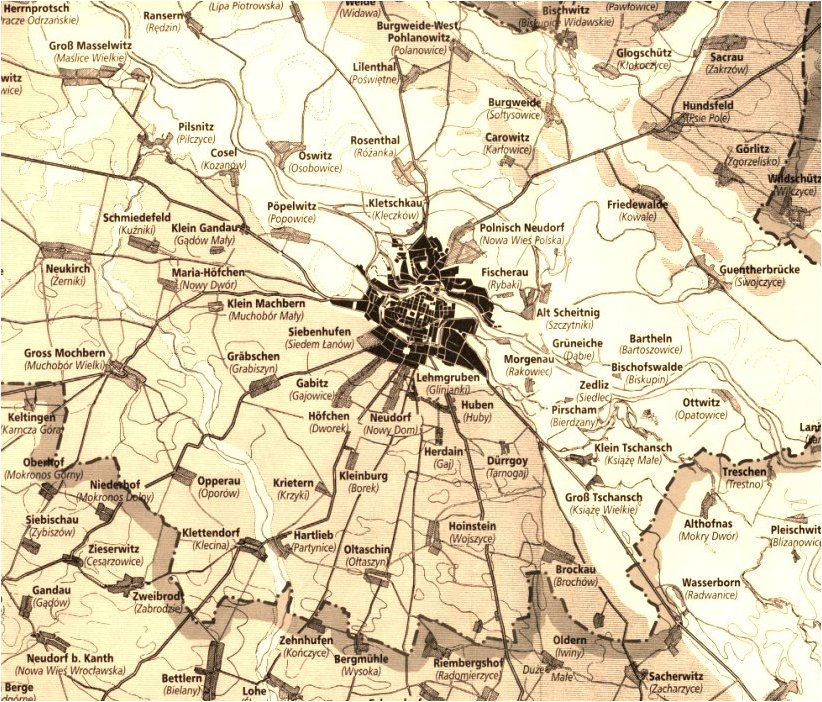
Okolice Wrocławia w 1900

#### Stare Miasto(Altstadt)
- Schloßviertel (Dzielnica Zamkowa)
- Taschenviertel (Dzielnica Sakwowa)
- Neumarktviertel (Dzielnica Nowego Targu)
- Elisabethviertel (Dzielnica św. Elżbiety)

#### Przedmieście Odrzańskie(Oder-Stadtteil)
- Matthiasviertel (Dzielnica św. Macieja)
- Bürgerwerder (Kępa Mieszczańska)
- Schießwerderviertel (Kępa Strzelecka)
- Elbing (Ołbin)
- Kletschkau (Kleczków)
- Polinke (Polanka)

#### Przedmieście Piaskowe(Sand-Stadtteil)
- Domviertel (Dzielnica Katedralna; Ostrów Tumski)
- Hochschulviertel (Dzielnica Akademicka); Neu-Scheitnig (Nowe Szczytniki)
- Sternviertel (Dzielnica Gwieździsta)
- Michaelisviertel (Dzielnica św. Michała)
- Scheitnig (Szczytniki)
- Leerbeutel (Zalesie)

#### Przedmieście Oławskie(Ohlauer Stadteil)
- Mauritiusviertel (Dzielnica św. Maurycego)
- Ohleviertel (Dzielnica Oławska)
- Morgenau (Rakowiec)
- Parschner Viertel (Parczów)

#### Przedmieście Strzelińskie(Strehlener Stadteil)
- Teichäckern (Pola Stawowe)
- Lehmgruben (Glinianki)
- Herdain (Gaj)
- Huben (Huby)
- Dürrgoy (Tarnogaj)

#### Przedmieście Świdnickie(Schweidnitzer Stadtteil)
- Tauentzienviertel (Dzielnica Tauentziena)
- Siebenhufen (Siedem Łanów)
- Gabitz (Gajowice)
- Neudorf (Nowa Wieś)
- Kleinburg (Borek)
- Kaiser-Wilhelm-Viertel (Dzielnica Cesarza Wilhelma)

#### Przedmieście Mikołajskie(Nikolai-Stadteil)
- Friedrich-Wilhelm-Viertel (Dzielnica Fryderyka Wilhelma)
- Märkisches Viertel (Dzielnica Markijska)
- Tschepine (Szczepin)
- Pöpelwitz (Popowice)
- Zankholz (Sporny Las)

### Podział administracyjny 1945-1952

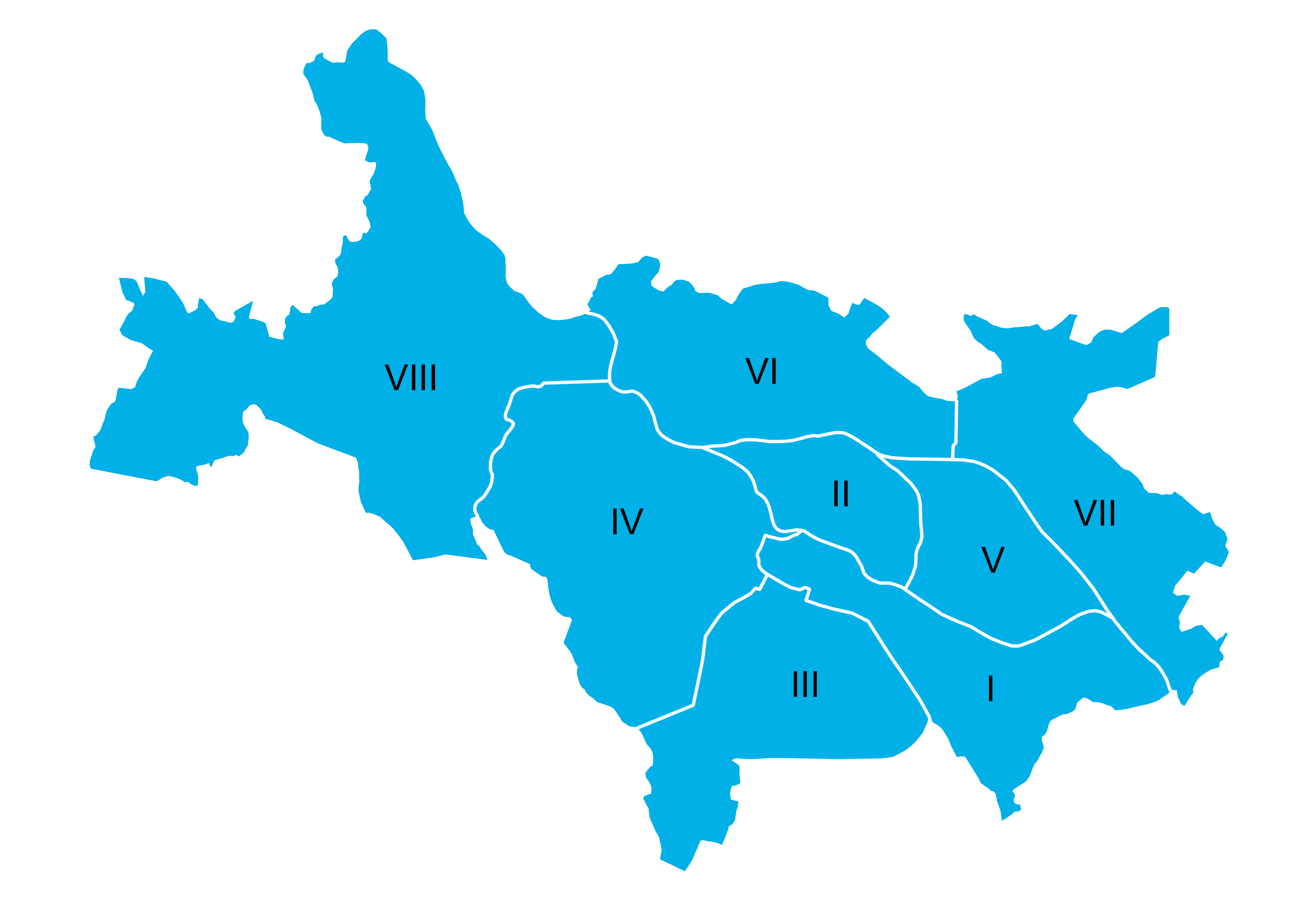
Podział Wrocławia na obwody w latach 1946–1951

Przejęcie władzy w mieście przez polską administrację w roku 1945 spowodowało także zmiany w podziale administracyjnym Wrocławia. Dotychczasowy podział stosowany przez Niemców przestał obowiązywać, w jego miejsce zarząd miasta wprowadził podział na 12 nowych jednostek – obwodów, ale już w roku 1946 ich liczba zmniejszyła się do ośmiu. Instytucją zarządzającą każdym z ośmiu obwodów był Miejski Urząd Obwodowy – jednostka pomocnicza Zarządu Miasta. W roku 1951 cztery obwody zwiększyły swoją powierzchnię o przyłączone do miasta osiedla. Podział Wrocławia na osiem obwodów przestał obowiązywać w roku 1952, kiedy to zastąpiono je pięcioma dzielnicami, których granice częściowo pokrywały się z granicami dawnych obwodów. Poszczególne obwody obejmowały następujące osiedla:
- Obwód I – Stare Miasto, Przedmieście Oławskie, Księże Małe, Księże Wielkie i południowo-wschodnie osiedla, siedziba urzędu obwodowego znajdowała się przy ulicy Hercena 12
- Obwód II – obszar ograniczony korytem Odry, Starej Odry i Kanału Miejskiego, siedziba urzędu obwodowego znajdowała się przy ulicy Stalina 62 (dzisiejsza Jedności Narodowej)
- Obwód III – południowe osiedla Wrocławia, w roku 1951 dołączono Brochów, Bieńkowice, Jagodno, Klecinę, Lamowice Stare, Ołtaszyn i Wojszyce, siedziba urzędu obwodowego znajdowała się przy ulicy Kościuszki 31
- Obwód IV – południowo-zachodnie osiedla miasta, obszar późniejszej dzielnicy Fabryczna, w roku 1951 dołączono Oporów i Muchobór Wielki, siedziba urzędu obwodowego znajdowała się przy ulicy Podwale Mikołajskie 13
- Obwód V – obszar tzw. Wielkiej Wyspy, siedziba urzędu obwodowego znajdowała się przy ulicy Partyzantów 68
- Obwód VI – północne osiedla Wrocławia, w roku 1951 dołączono Sołtysowice, siedziba urzędu obwodowego znajdowała się przy ulicy Kasprowicza 46
- Obwód VII – Psie Pole i wschodnie osiedla miasta, w roku 1951 dołączono Zakrzów, Zgorzelisko i Wojnów, siedziba urzędu obwodowego znajdowała się przy ulicy Krzywoustego 290
- Obwód VIII – Leśnica i zachodnie osiedla miasta, siedziba urzędu obwodowego znajdowała się przy ulicy Skoczylasa 16

### Podział administracyjny 1952-1990
Po reformie administracyjnej w roku 1950 podzielono Wrocław na pięć dzielnic, z dzielnicowymi radami narodowymi jako organami jednolitej władzy państwowej.
W nawiasie podano datę przyłączenia do Wrocławia; brak takiej daty oznacza, iż osiedle jest częścią średniowiecznego jądra miasta.

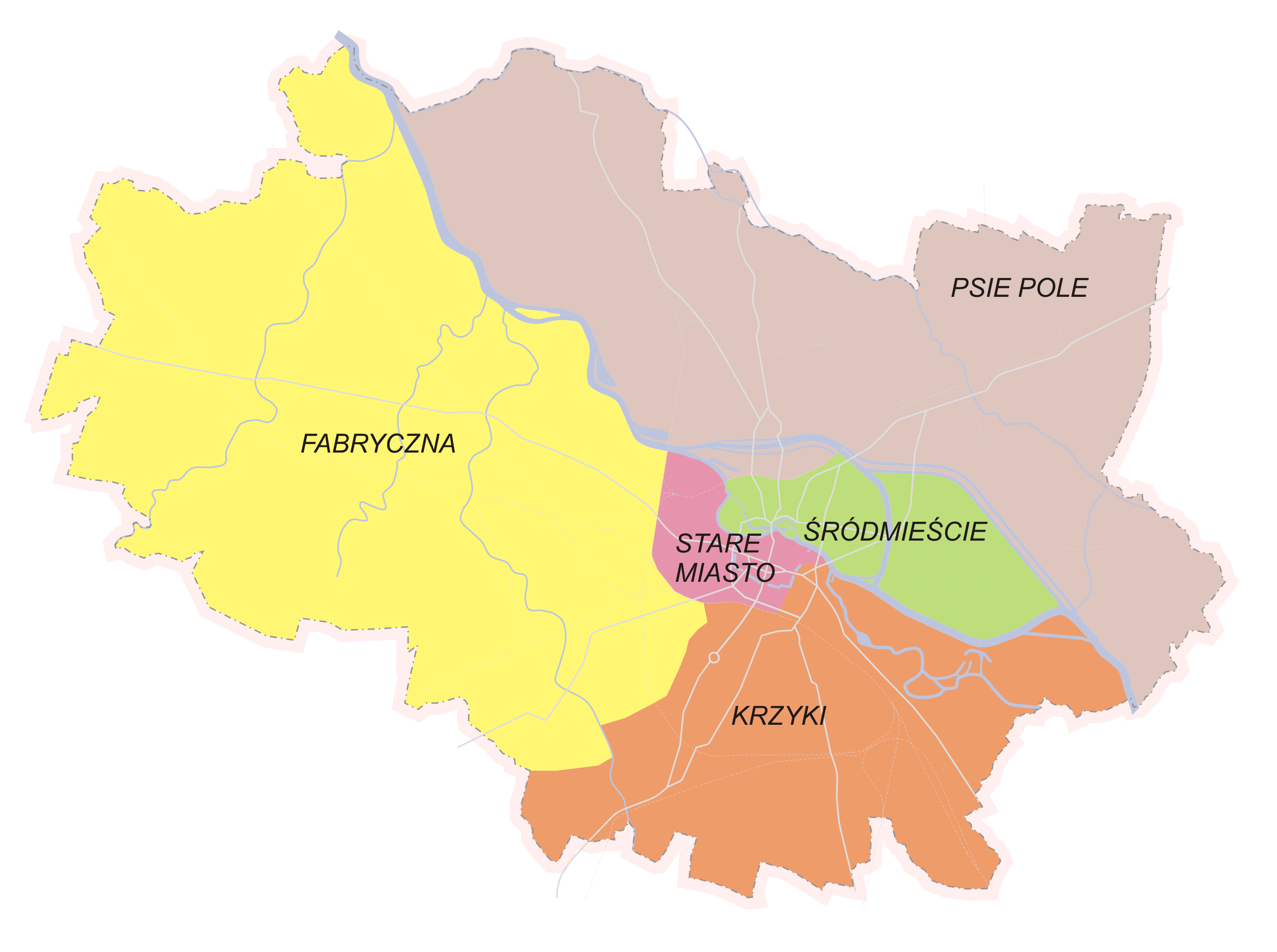
Pięć dzielnic Wrocławia

#### Stare Miasto
- Stare Miasto
- Przedmieście Świdnickie (1808)
- Szczepin (1808)

#### Śródmieście
- Bartoszowice (1928)
- Biskupin (1928)
- Dąbie (1928)
- Nadodrze (1991 – powstało po podzieleniu Ołbina)
- Ołbin (1808)
- Plac Grunwaldzki (1991 – powstał po podzieleniu Ołbina)
- Sępolno (1924)
- Zacisze (1928)
- Zalesie (1904)
- Szczytniki (1808 Stare Szczytniki; 1868 Nowe Szczytniki)

#### Krzyki
- Bieńkowice (1951)
- Bierdzany (1928)
- Borek (1897)
- Brochów (1951)
- Dworek (1868)
- Gaj (1904)
- Glinianki (1868)
- Huby (1868)
- Jagodno (1951)
- Klecina (1951)
- Krzyki (1928)
- Księże Małe i Wielkie (1928)
- Lamowice Stare (1951)
- Nowy Dom (1928)
- Ołtaszyn (1951)
- Opatowice (1928)
- Partynice (1928)
- Południe (1868)
- Przedmieście Oławskie (1808)
- Rakowiec (1904)
- Siedlec (1928)
- Świątniki (1928)
- Tarnogaj (1904)
- Wilczy Kąt (1808)
- Wojszyce (1951)

#### Psie Pole
- Karłowice (1928)
- Kleczków (1808)
- Kłokoczyce (1973)
- Kowale (1928)
- Lesica (1973)
- Ligota (1928)
- Lipa Piotrowska (1973)
- Miłostków/Marzanów (1951)
- Mirowiec (1928)
- Osobowice (1928)
- Pawłowice (1970)
- Polanka (1808)
- Polanowice (1973)
- Poświętne (1928)
- Pracze Widawskie (1973)
- Psie Pole (1928)
- Rędzin (1973)
- Różanka (1928)
- Sołtysowice (1951)
- Strachocin (1928)
- Swojczyce (1928)
- Świniary (1973)
- Widawa (1973)
- Wojnów (1951)
- Zakrzów (1951)
- Zgorzelisko (1951)

#### Fabryczna
- Gajowice (1868)
- Gądów Mały (1928)
- Grabiszyn (1911)
- Grabiszynek (1911)
- Janówek (1973)
- Jarnołtów (1973)
- Jerzmanowo (1973)
- Kozanów (1928)
- Kuźniki (1928)
- Leśnica (1928)
- Marszowice (1973)
- Maślice (1928)
- Mokra (1973)
- Muchobór Mały (1928)
- Muchobór Wielki (1951)
- Nowa Karczma (1928)
- Nowe Domy (1928)
- Nowy Dwór (1928)
- Oporów (1951)
- Pilczyce (1928)
- Popowice (1897)
- Pracze Odrzańskie (1928)
- Pustki (1928)
- Ratyń (1928)
- Stabłowice (1928)
- Stabłowice Nowe (1928)
- Strachowice i Osiniec (1973)
- Złotniki (1928)
- Żar (1973)
- Żerniki (1928)